# Univerza za tretje življenjsko obdobje
Slovenska Univerza za tretje življenjsko obdobje (v nadaljevanju Univerza) je bila uradno ustanovljena leta 1986; ustanoviteljici sta Andragoško društvo Slovenije in Filozofska fakulteta v Ljubljani. Na podlagi prakse iz Francije je začetnica Dušana Findeisen leta 1984 začela s prvo poskusno obliko izobraževanja starejših oseb. Namen delovanja Univerze je izobraževanje starejših odraslih v poznejših letih življenja (v tretjem življenjskem obdobju).
V letu 2018 združuje mreža Slovenska univerza za tretje življenjsko obdobje 51 univerz v domala vseh večjih krajih po Sloveniji, z različnimi lokalnimi oblikami organiziranosti.

## Ustanovitev in koncept
Slovenska Univerza za tretje življenjsko obdobje je bila uradno ustanovljena leta 1986. Njena začetnica Dušana Findeisen je že leta 1984 ustanovila prvo poskusno obliko izobraževanja starejših v nekdanji Jugoslaviji, v takratnem Centru za tuje jezike v Ljubljani. Zasnovala je program učenja francoskega jezika s temami, ki so se nanašale na osebno in družbeno življenje starejših in na prvo francosko Univerzo za tretje življenjsko obdobje v Toulousu. Obiskala je njenega ustanovitelja Pierra Vellasa na Fakulteti za družbene vede v Toulousu. Skupaj s prvimi slušatelji je zbirala prvo dokumentirano znanje in vedenje o takšni obliki izobraževanja za tretje življenjsko obdobje, navezala je institucionalne in druge vezi, inducirano prakso pa ob tem poglobljeno raziskovala. Tako je že takrat pripomogla k nastanku izvirnega koncepta Slovenske univerze za tretje življenjsko obdobje. Kasneje je koncept razvijala in oblikovala večino strokovne terminologije za področje izobraževanja za tretje življenjsko obdobje, izobraževanja starejših odraslih, izobraževanja odraslih v poznejših letih življenja. 
Uradna ustanovitelja (leta 1986) Slovenske univerze za tretje življenjsko obdobje sta bila Andragoško društvo Slovenije in Filozofska fakulteta v Ljubljani. Univerza pa je v resnici nastala predvsem, ali zgolj, zahvaljujoč znanju in prizadevanjem posameznikov, denimo soustanoviteljic Ane Krajnc z Oddelka za pedagogiko in andragogiko Filozofske fakultete v Ljubljani in Dušane Findeisen. Ob njiju pa se je zvrstila veriga podpornikov in somišljenikov. K nastanku Univerze za tretje življenjsko obdobje so pripomogli tudi vsi iz prve generacije starejših študentov v letu 1984-1985 kot tudi študenti andragogike na Filozofski fakulteti v Ljubljani, ki so raziskovalno spremljali razvoj Univerze, med njimi: Alijana Šantej, Katarina Skubic, Nives Ličen, Lučka Lešnik, Darja Zorc, Suzana Oražem. To skupno prostovoljno delo je bilo tudi prvo, za današnjo Univerze značilno medgeneracijsko sodelovanje in učenje.
Ustanovitev Univerze za tretje življenjsko obdobje z njenim poslanstvom in delovanjem je pomenila preboj v izobraževanju odraslih. Z njo so ustanovitelji želeli vplivati na formalno izobraževanje (v času usmerjenega izobraževanja), je prvi poskus demokratičnega izobraževanja in izobraževanj za dejavno staranje v slovenskem prostoru, prvi poskus izobraževanja starejših za prostovoljstvo in medgeneracijskega izobraževanja in pomeni uvajanje izobraževanja za življenje (pred Univerzo so se pojavljale oblike kot so npr. Šola za starše, priprava na poroko). Univerza z uvedbo študijskih krožkov vpetih v lokalni razvoj uveja pojem sodelovanja prebivalcev v lokalnem razvoju, ipd. 
Izobraževanje starejših odraslih se je kasneje razširilo v slovenski prostor in postalo sprejeto dejstvo javnosti in različnih nosilcev. Gerontološko društvo Slovenije, Inštitut Antona Trstenjaka, društva upokojencev, Slovenska Filantropija, muzejev, stanovska društva, ljudske univerze, Ministrstva za obrambo, občin, knjižnic so postali vidni nosilci izobraževanja za tretje življenjsko obdobje.

## Namen
Starejši odrasli v poznejših letih življenja so različnih let, pa tudi njihov družbeni položaj je različen: 
- starejši delavci,
- starejši delavci pred upokojitvijo,
- starejši v tretjem življenjskem obdobju,
- starejši v četrtem življenjskem obdobju.

Navedena življenjska obdobja pa niso časovno zaporedna obdobja. Bolj označujejo stanje, v katerem je posameznik - življenjska obdobja se namreč danes, v postmoderni dobi, prekrivajo in nikakor niso stalna. Vrhu tega so starejši danes v nenehnem prehodnem obdobju, ki ga imenujemo »čas med delom, upokojitvijo in starostjo«. 
Slovenska univerza za tretje življenjsko obdobje ima danes namen spodbujati, razvijati, raziskovati in predvsem omogočati: izobraževanje starejših kot način bivanja in krepitev družbenih vezi, izobraževanje starejših za osebnostni razvoj - to je več znanja, boljše razumevanje sebe in drugih ter sveta, večja samozavest, boljša povezanost z drugimi, večja pripravljenost nuditi drugim pomoč-izobraževanje starejših za boljšanje njihovih socialnih vlog, za povratek na trg dela, za prostovoljno sodelovanje v družbenem in gospodarskem razvoju ter spodbujanje aktivnega državljanstva.

## Dejavnost
Društvo deluje v dobro starejših v pokoju, onih, ki se pripravljajo na upokojitev, starejših dolgotrajno brezposelnih in onih, ki se želijo obdržati na trgu dela ali se tja vrniti, ter starejših, ki so na dolgotrajni zdravstveni ali psiho-socialni rehabilitaciji in morajo ohraniti ter krepiti družbene vezi. Društvo vpliva na oblikovanje politike na področju dejavnega staranja, prostovoljstva in izobraževanja ljudi v poznejših letih življenja.
Slovenska univerza za tretje življenjsko obdobje snuje izobraževalne programe, ki zadovoljujejo osebne in družbene potrebe, izvaja izobraževanje starejših odraslih, oziroma ljudi v  poznejših letih življenja, usposablja mentorje in druge strokovnjake za razumevanje starejših in delo z njimi, raziskuje izobraževanje starejših in izsledke širi v strokovno in splošno javnost, nudi svetovalno pomoč drugim ustanovam na lokalni, nacionalni in internacionalni ravni, vodi 
javno kampanjo za spreminjanje položaja starejših in za sožitje med generacija|generacijami. Z vrsto dejavnosti Slovenska univerza za tretje življenjsko obdobje omogoča starejšim izobraževanje kot način življenja, pa tudi kot pot na trg dela ali pot do organiziranega prostovoljnega sodelovanja v družbenem in gospodarskem razvoju. Z vsem svojim delovanjem (izobraževanjem, raziskovanjem, založniško dejavnostjo, specialno knjižnico, vzgojo mladih andragogov,itd.) podpira vključevanje starejših v družbo.
Univerza omogoča izobraževalnim skupinam oziroma študijskim krožkom, da se organizirajo, da samostojno delujejo, da sodelujejo pri nastanku novih izobraževalnih in drugih programov, ki potekajo znotraj skupin in hkrati za vso univerzo. Izobraževanje in delovanje skupin se načeloma iztečeta predvsem v delo za lokalno skupnost tj. razstave, koncerte, študije, raziskovanje, sodelovanje na telefonskih linijah za pomoč ljudem v stiski, v ustanovitev novih dejavnosti in nevladnih organizacij v dobro lokalne skupnosti.
Četudi ima izobraževanje starejših odraslih vse značilnosti formalnega izobraževanja odraslih, se Slovenska univerza za tretje življenjsko obdobje osredotoča predvsem na sodelovalne metode učenja in na doseganje širših učinkov učenja. Namenjena ni golemu prenašanju znanja, marveč so-ustvarjanju novega znanja, predvsem pa boljšanju življenja starejših, življenju njihove izobraževalne skupine, njihovih družin, lokalne skupnosti in drugih skupnosti, ki jim pripadajo. 
Slovenska univerza za tretje življenjsko obdobje ima močno razvito mednarodno sodelovanje in je bila med prvimi slovenskimi organizacijami, ki je sodelovala v programu Socrates-Grundtvig (FORWARD, FORWARD TRAINER, PEFETE, LACE, IANUS, AESAEC, SENIOR itd.) in sedaj sodeluje v številnih evropskih projektih »Erasmus+«. Njeni sodelavci so izvedenci v organizaciji »AGE«, Evropski platformi starejših. Leta 1986 je postala primer dobre prakse Evropskega sveta, v letu 1995 je bila soustanoviteljica Mreže univerz za tretje življenjsko obdobje pri ZAWiW v Ulmu.
Osrednja Univerza za tretje življenjsko obdobje v Ljubljani nudi integrirano  svetovanje - za premoščanje življenjskih težav v poznejših letih življenja, za izobraževanje in učenje, za plačano in prostovoljno delo. Pravimo, da ta Univerza nudi svetovanje za dejavno staranje. 
Univerza v Ljubljani je tudi začetnica programa Kultura starejših - popotnica mlajšim, uvajanja povezovanja med Univerzo in slovenskimi muzeji. Gre za vzgojo slušateljev in muzejskega osebja za oblikovanje novih prostovoljskih vlog kulturnih mediatorjev za starejše odrasle.
Univerza za tretje življenjsko obdobje daje teoretično podlago novim izobraževalnim pobudam kot so Mreža študijskih krožkov (dr. Nena Mijoč in Andragoški center Slovenije), izobraževanje za lokalni razvoj (Filozofska fakulteta v Ljubljani).

## Možna področja za širitev
Izobraževanje za starejše delavce in delodajalce se pojavi le v obliki občasnih predavanj. 
Izobraževanje za četrto življenjsko obdobje pa je bolj prostočasne narave in še ni celostno zasnovano. Običajno poteka v domovih starejših, v bolnišnicah, le redko in občasno pa na domu. Izobraževanje starejših v stanju odvisnosti od pomoči drugih bi moralo vsebovati znanja za razumevanje svojega stanja, za osebnostno rast, razumevanje odnosov v družini, za razumevanje spreminjajočega se sveta, za uporabo novih tehnologij, ipd., poleg tega pa bi moralo obsegati izobraževanje za svojce in bolj načrtno in redno izobraževanje zaposlenih na področju dolgotrajne nega starejših. 
Tudi predupokojitveno izobraževanje, ki je v mnogih državah pravica iz dela, v našem prostoru ni postalo obveza delodajalca. Izobraževanje starejših odraslih raziskuje predvsem Univerza sama - ta je odprla tudi specialno knjižnico, ki je namenjena dodiplomskim in podiplomskim študentom različnih slovenskih fakultet. Celostni model izobraževanja starejših je v letu 2008 skupaj s sodelavci Filozofske fakultete in Slovenske univerze za tretje življenjsko obdobje pripravil Andragoški center Slovenije. Po podatkih Statističnega zavoda Republike Slovenije je bilo v letu 2009 v izobraževanje vključenih 27 % starejših odraslih.

## Organiziranost
Univerza za tretje življenjsko obdobje v Ljubljani, Mreža Slovenska univerza za tretje življenjsko obdobje in Inštitut za raziskovanje in razvoj izobraževanja so sekcije Slovenske univerze za tretje življenjsko obdobje, združenja za izobraževanje in družbeno vključenost ki je nevladna, nepridobitna organizacija v javnem interesu z jasnim javnim poslanstvom, ki deluje na lokalni, nacionalni in meddržavni, oziroma evropski ravni.
V letu 2018 Mreža Slovenska univerza za tretje življenjsko obdobje združuje 51 univerz v 50 krajih po Sloveniji z več kot 20 000 študenti, več kot 1000 mentorji vseh starosti, več kot 2000 prostovoljci. Univerze skupaj ustvarjajo podlago za oblikovanje politike na področju izobraževanja starejših, strokovno podlago za svoje delovanje, podlago za prenašanje primerov dobre prakse. Skupaj so deležne izobraževanja in usposabljanja ter nasledkov raziskovanja Slovenske univerze za tretje življenjsko obdobje.